# Язы-дюзю
Язы-дюзю (азерб. Yazı düzü) — равнина в Губадлинском районе Азербайджана, расположенная между реками Баргюшад и Акера. В местности развито животноводство, выращиваются такие культуры, как пшеница, табак и виноград.

## Топонимика
Название отражает форму рельефа местности, и состоит из старого тюркского слова «язы», которое означает «степь, обширная равнина» и соответствующего ему по значению азербайджанского слова «дюз». Компонент «язы» является распространённым в топонимах на территории Азербайджана, и встречается в названиях Агъязы, Караязы, Агджаязы и т.д.

## География
Язы-дюзю составляет южную оконечность Карабахского нагорья. Длина приблизительно равна 30—35 км. Территория имеет треугольную форму. Равнина сложена из вулканогенно-пролювиальные отложений верхнего плиоцена. Ландшафт составлен из ксерофитных горных кустарников и сухих степей, распространены коричневые горно-лесные почвы.

### Климат
Климат местности умеренно-тёплый, с сухими зимами.